# Halloween H20: 20 Years Later
Halloween H20: Twenty Years Later (també coneguda com Halloween H20: 20 Years Later) és una pel·lícula slasher estatunidenca del 1998 dirigida per Steve Miner, i protagonitzat per Jamie Lee Curtis, LL Cool J, Adam Arkin, Michelle Williams, Janet Leigh, i Josh Hartnett en el seu debut cinematogràfic. És la setena entrega de la franquícia Halloween. H20 és una seqüela directa de Halloween de 1978 i Halloween II, ignorant l’arc històric de Jamie Lloyd de les anteriors tres entregues. Segueix una post-traumàtica Laurie Strode, que ha fingit la seva mort per amagar-se del seu germà assassí, Michael Myers, que la troba treballant en un internat privat a Califòrnia.
Halloween H20 es va estrenar als Estats Units el 5 d'agost de 1998. La pel·lícula va rebre ressenyes contradictòries de la crítica i molts van dir que era en aquell moment la millor de les seqüeles, però encara palideia en comparació amb l'original. Va recaptar 75 milions de dòlars arreu del món amb un pressupost de 17 milions de dòlars, la qual cosa la converteix en la pel·lícula més taquillera de la franquícia fins a l'estrena de la pel·lícula de 2018. Una seqüela, Halloween: Resurrection, es va estrenar quatre anys més tard, el 2002. Un remake de la pel·lícula original s'estrenaria el 2007 amb una seqüela pròpia el 2009, i més tard una altra trilogia de seqüeles al llarg de 2018, 2021 i 2022 que només segueixen la pel·lícula original, sense tenir en compte totes les entrades anteriors.

## Argument
Han passat gairebé vint anys des que Michael Myers es va escapar de Smith's Grove i va tornar a la seva ciutat natal de Haddonfield a matar la seva germana perduda, Laurie Strode, el 29 d'octubre de 1998, Marion Wittington (de soltera Chambers), antiga col·lega de Loomis que va tenir cura d'ell fins a la seva mort, torna. casa a la casa que compartien a Langdon, Illinois, només per descobrir que s'ha trencat i descobrir que l'arxiu sobre Laurie Strode ha desaparegut. Michael apareix i mata la Marion, juntament amb el seu veí adolescent Jimmy i el seu amic Tony abans de marxar amb el cotxe de Jimmy, quan la policia arriba al lloc dels fets.
A Summer Glen, Califòrnia, Laurie viu sota la identitat de "Keri Tate", després d'haver simulat la seva mort per mantenir-se amagada de Michael. Viu amb el seu fill, John, i és la directora d'Hillcrest Academy, un internat privat, on compta amb el suport de la seva secretària, Norma Watson, i del conseller d'orientació Will Brennan, amb qui manté una relació. Malgrat la vida normal que s'ha construït per ella mateixa, els esdeveniments traumàtics del seu passat l'han fet patir malsons crònics a més de convertir-se en alcohòlica, vivint amb la por que el seu germà la trobi algun dia. En Michael, després d'haver-se punxat un pneumàtic, es veu obligat a robar un altre vehicle a una dona i a la seva filla que s'atura en una zona de descans de l'autopista i, sense voler, els deixa il·lesos i encallats.
De tornada a l'acadèmia, la majoria del professorat i estudiants es preparen per marxar a un viatge a Yosemite. La Laurie li ha prohibit a John anar-hi, per por que li passi alguna cosa dolenta mentre no vagi. La xicota d'en John, Molly Cartwell, no pot assistir-hi i també fa que els seus companys, Charlie Deveraux i Sarah Wainthrope, renunciïn al viatge perquè tots puguin tenir una festa de Halloween al campus. Laurie, després d'una acalorada discussió amb John sobre com l'afecten les seves pors, canvia d'opinió sobre no deixar-lo anar de viatge, ara tement que estar al seu voltant a Halloween sigui massa perillós, tot i que finalment decideix quedar-se amb Molly, Charlie i Sarah, sense que ho sàpiga la seva mare.
Després que la majoria dels professors i estudiants hagin marxat, Ronny Jones, un guàrdia de seguretat que abans va ajudar a John i Charlie a sortir furtivament de l'escola, veu el camió robat de Michael estacionat a la porta principal i va a investigar, però no s'adona quan Michael es cola a la propietat de l'escola. Mentrestant, Laurie revela la seva identitat a Will i en el procés descobreix una connexió entre la seva edat quan Michael va anar per primera vegada contra ella, que també és l'edat que té ara el seu fill. En anar a trucar en John, descobreix que no sols els telèfons no funcionen, sinó que ell no ha anat de viatge. S'arma amb un revòlver i, juntament amb Will i Ronny, va a buscar el seu fill i els altres. Malauradament, Michael els troba primer i mata tant en Charlie com en Sarah d'una manera espantosa. John i Molly també són atacats mentre intenten fugir. Michael intenta matar la Molly, però John la defensa i és apunyalat a la cama. Els dos amb prou feines aconsegueixen escapar i són rescatats per Laurie que es troba cara a cara amb el seu germà per primera vegada en vint anys.
Will dispara accidentalment a Ronny al cap, confonent la seva ombra amb Michael que s'acosta des d'una cantonada. Mentre Laurie està comprovant el cos d'en Ronny, Michael surt d'una porta darrere de Will i l'apunyala per l'esquena, matant-lo. Aleshores, Laurie enganya a Michael i el sorprèn momentàniament mentre recupera John i Molly del seu amagatall. El trio corre cap al camió de Laurie i es dirigeix cap a la porta principal de l'escola. Sabent que Michael mai deixarà de caçar-la, els envia sense ella a buscar ajuda, tanca la porta, s'arma amb una destral i torna cap al campus per enfrontar-se a Michael d'una vegada per totes. Després d'un joc mortal del gat i el ratolí, Laurie apunyala en Michael diverses vegades i l'empeny d'un balcó a través d'una taula a la cafeteria de sota. Mentre es prepara per apunyalar-lo una darrera vegada, Ronny, que va sobreviure al tret, l'atura, creient que Michael està mort.
Les autoritats arriben poc temps després i tota l'escola es converteix en escena del crim. Un Michael aparentment mort és posat en una bossa de cadàver i carregat a la furgoneta d'un forense, però Laurie sap que encara és viu, ja que s'ha acostumat a la naturalesa complicada del seu germà. Ella agafa la seva destral, roba l'arma d'un agent de policia i segresta la furgoneta amb la intenció de matar-lo per sempre. Michael es desperta per la carretera, surt de la bossa i ataca a Laurie, que pica els frens fent-lo estavellar contra el parabrisa. Quan Michael s'asseu i després s'aixeca, Laurie s'endinsa en ell i després surt de la carretera.
La Laurie aconsegueix saltar per alliberar-se de la furgoneta mentre cau pel terraplè mentre Michael es troba atrapat entre la furgoneta i un arbre abatut. Ensangrentada i contusa, baixa fins al fons i crida al seu germà. Els dos germans comparteixen un moment mentre s'apropen l'un a l'altre. La Laurie sent un moment de llàstima per Michael abans d'aixecar la destral i decapitar-lo. Les sirenes s'acosten a la distància mentre tanca els ulls i respira profundament diverses vegades mentre l'escena enfosqueix.

## Repartiment
- Jamie Lee Curtis com a Laurie Strode / Keri Tate
- Josh Hartnett com a John Tate
- Adam Arkin com Will Brennan
- Michelle Williams com Molly Cartwell
- Adam Hann-Byrd com a Charlie Deveraux
- Jodi Lyn O'Keefe com Sarah Wainthrope
- Janet Leigh com a Norma Watson
- LL Cool J com a Ronald 'Ronny' Jones
- Chris Durand com a Michael Myers
- Nancy Stephens com a Marion Chambers-Whittington
- Joseph Gordon-Levitt com Jimmy Howell
- Branden Williams com Tony Alegre
- Beau Billingslea com el detectiu Fitzsimmons
- Matt Winston com Matt Sampson
- Larisa Miller com a Claudia
- Emmalee Thompson com a Casey
- Tom Kane com a Dr. Sam Loomis (veu)
- Lisa Gay Hamilton com a Shirley 'Shirl' Jones

## Producció
La idea original de la setena pel·lícula d'Halloween va començar com la segona meitat del tractament escrit per Daniel Farrands durant la preproducció de Halloween: La maledicció de Michael Myers, que més tard va presentar com a un nou tractament titulat Michael Myers: Lord of the Dead. La història s'hauria obert immediatament després dels esdeveniments de la pel·lícula anterior i Tommy Doyle va implicar descobrir que tota la ciutat de Haddonfield estava involucrada en una conspiració per controlar Michael Myers. Farrands va comparar la història amb The Wicker Man, The Hitcher, Rosemary's Baby, "The Lottery de Shirley Jackson" i el guió rebutjat de Dennis Etchison per a Halloween 4: El retorn de Michael Myers. Més tard, Farrands va decidir no continuar amb la sèrie "ja que sincerament no podia suportar veure un altre dels meus guions convertit en una debacle, especialment un altre Halloween."
Una altra idea presentada després del tractament de Farrands va ser Halloween 7: Two Faces of Evil, escrit per Robert Zappia. Originalment pensada per ser una pel·lícula directa a vídeo, això hauria implicat Michael Myers acostant un internat de dones. La trama finalment també va revelar un assassí copycat, fent que molts fans comparessin aquest gir amb El silenci dels anyells. El to en si es va canviar un parell de vegades, canviant el títol a Halloween: Blood Ties mentre portaven Laurie Strode a la història, abans de descartar la idea completament.
El guió es va basar en una història de Kevin Williamson, i el títol original de la pel·lícula era Halloween 7: The Revenge of Laurie Strode. Williamson va ser contractat inicialment per escriure un guió, i la història havia de ser una seqüela de les sis pel·lícules anteriors, mantenint així la continuïtat de la línia de temps. Quan Williamson va descriure per primera vegada Halloween H20, va crear la història en què Laurie Strode havia simulat la seva pròpia mort i havia adquirit una nova identitat com a forma específica de reconvertir la mort del personatge a Halloween 4. En el tractament original de Williamson, hi ha escenes en què un estudiant de Hillcrest dona un informe sobre la matança de Michael Myers, esmentant la mort de Jamie, amb flashbacks a 4-6 esmentats al text. "Keri"/Laurie respon a l'escolta de l'informe de l'estudiant sobre la mort de la seva filla entrant a un lavabo i vomitant.
A la pel·lícula, s'escolta la veu del Dr. Loomis donant el mateix discurs que ell va donar al xèrif Brackett quan estaven dins de la casa de la seva infantesa abandonada de Michael a la pel·lícula original. Els clips d'àudio de Halloween es van considerar inicialment quan es reproduïa el seu monòleg. Tanmateix aquesta veu en off sona com la de l’actor de veu Tom Kane en lloc de la veu de Donald Pleasence.
John Carpenter fou considerat per ser el director d'aquest seguiment en particular, ja que Curtis volia reunir el repartiment i la tripulació de l'original per tenir-hi una implicació activa. Es creia que Carpenter no va optar perquè no volia participar activament en la seqüela; tanmateix, aquest no és el cas. Carpenter va acceptar dirigir la pel·lícula, però la seva quota inicial com a director era de 10 milions de dòlars, així que va exigir un acord de tres pel·lícules amb Dimension Films. El tracte de Carpenter va ser denegat pels Weinstein i, per tant, no hi va haver cap acord. Carpenter va racionalitzar-ho creient que la elevada tarifa era una compensació pels ingressos que mai havia rebut del Halloween original, un assumpte que encara era una disputa entre Carpenter i el productor de Halloween Moustapha Akkad fins i tot després dels vint anys. Quan Akkad es va negar a la tarifa de Carpenter, Carpenter va abandonar el projecte. Steve Miner va ser contractat per substituir-lo. Curtis més tard es va penedir d'haver fet la pel·lícula, dient en una entrevista del 2018: "Ara, fins avui, lamento no haver dit a tothom, si Debra Hill no és la que produeix aquesta pel·lícula, no la faig".
L'escriptor i productor de Scream Kevin Williamson va participar en diverses àrees de producció. Encara que no es va acreditar directament, va proporcionar reescriptures en el diàleg dels personatges i va ajudar a fer alteracions i esbossos del guió. També va idear la història dels paramèdics que explicava com Michael va sobreviure al final, que es va filmar parcialment l'endemà que s'acabés la fotografia principal i que més tard es va utilitzar a la seqüela de la pel·lícula. Els guionistes de Halloween H20 es van trobar amb un dilema quan Curtis volia acabar la sèrie, però Moustapha Akkad tenia una clàusula que legalment no permetria que els guionistes matessin Michael Myers. Segons el Blu-ray publicat per Scream Factory, Curtis gairebé va abandonar el projecte poques setmanes abans del rodatge, fins que Kevin Williamson va inventar la història del paramèdic i la va presentar a Akkad. Curtis finalment va acceptar formar part de la pel·lícula amb la condició que la pel·lícula no presentés cap metratge que insinués cap seqüela i que el públic cregués que Michael havia mort fins que s'anunciés la inevitable seqüela. La primera foto de Michael amb l'uniforme del paramèdic a Halloween: Resurrection es va filmar l'endemà que acabés la fotografia principal de H20, segons Patrick Lussier, l’editor de H20.
La pel·lícula presenta un homenatge in memoriam a Donald Pleasence en els crèdits de tancament, però escriu malament el seu cognom com "Pleasance".

### Rodatge
El rodatge va començar el 18 de febrer de 1998 i va acabar el 20 d'abril de 1998. El lloc de rodatge de l'escola privada de l'Acadèmia Hillcrest es va rodar a la Canfield-Moreno Estate situada a 1923 Micheltorena St. a Silver Lake (Los Angeles). La casa de Marion Chambers juntament amb la casa de Jimmy Howell es va rodar a Melrose Hill (Los Angeles). La ciutat de Summer Glen va ser filmada a La Puente (Califòrnia). L'entrada de l'Acadèmia Hillcrest es va filmar a Chatsworth (Los Angeles). El final de la pel·lícula es va rodar a Canoga Park (Los Angeles).

### Música
La partitura musical original va ser composta per John Ottman, però una mica de música de Scream es va afegir a les escenes de persecució més tard durant la postproducció. Ottman va expressar cert disgust per aquesta acció en una entrevista publicada al DVD Halloween: 25 Years of Terror publicat el 2006. La partitura d'Ottman es va complementar amb les partitures de Marco Beltrami de Scream, ' 'Scream 2 i Mimic d'un equip d'editors de música, així com noves pistes escrites per Beltrami durant els darrers dies de mescla de so a la pel·lícula. El cap de Dimension Films chief Bob Weinstein va exigir canvis musicals després de quedar insatisfet amb la partitura d'Ottman, inserint la cançó "What's This Life For" del grup de música rock Creed, que apareix a la pel·lícula durant un seqüència de la festa i també durant els crèdits finals.
A més, es pot escoltar un petit homenatge a la partitura de Bernard Herrmann de Psicosi mentre el personatge de Janet Leigh, Norma Watson, camina cap al seu cotxe (el mateix model de cotxe que va conduir el seu personatge a Psicosi) abans de deixar la feina pel dia.
No es va publicar cap banda sonora oficial per a la pel·lícula, però un àlbum recopilatori d'Ottman va ser llançat als Estats Units i Alemanya sota el segell Varese Sarabande i inclou la partitura original d'Ottman i nombrosos altres talls.

## Versió de televisió alternativa
Al febrer de 2003, la cadena FX va estrenar una versió alternativa de la pel·lícula, afegint i ampliant imatges que no es veien a l'estrena original. Encara no s'ha publicat en cap altre lloc, però les escenes suprimides es poden trobar a YouTube.

## Recepció

### Taquilla
Fins a l'estrena de Halloween versió 2018, Halloween H20 va ser la pel·lícula més taquillera de la franquícia Halloween. Va ser llançat el 5 d'agost de 1998 als EUA i més tard a molts altres països. La producció de H20 va costar 17 milions de dòlars i va retornar 55.041.738 $ en vendes a taquilla nacional amb un cap de setmana d'obertura de 16.187.724 $ i 24.753.129 $ des del seu debut dimecres. La pel·lícula també va recaptar uns 3.247.003 euros bruts a Alemanya equivalents a 3.548.860 dòlars. A nivell internacional va recaptar 20 milions de dòlars per un total mundial de 75 milions de dòlars.

### Resposta crítica
Al lloc web de l'agregador de ressenyes Rotten Tomatoes, el 55% de les 66 ressenyes dels crítics són positives, amb una valoració mitjana de 5,6/10. El consens del lloc diu: Halloween: H20 és la millor de les moltes seqüeles, però encara palideix en comparació amb l Halloween original. A Metacritic, la pel·lícula té una puntuació mitjana ponderada de 52 sobre 100, basat en 20 crítics, que indica "crítiques mixtes o mitjanes". El públic enquestat per CinemaScore va donar a la pel·lícula una nota mitjana de "B−" en una escala d'A+ a F.
Roger Ebert del Chicago Sun-Times va atorgar la pel·lícula dues estrelles de quatre, mentre que Lawrence Van Gelder de The New York Times va escriure que "el acudits d'un sol ús són pocs i distants, i després que una seqüència prèvia al títol reintrodueixi Michael i mostri fins a quin punt es poden augmentar el suspens i les emocions, Halloween H20 declina a la rutina", i afegeix: "A ningú li sorprendrà qui viu i qui mor." Bob Graham del San Francisco Chronicle va elogiar la referencialitat de la pel·lícula, així com l'actuació de Curtis, escrivint: "Les pel·lícules slasher sovint semblen només una broma, i amb una bona raó, però en aquest cas és una llàstima. Curtis, amb la seva aparença senzilla i poc glamurosa, està a l'altura de l'ocasió i ofereix una actuació tan atractiva com qualsevol d'aquest estiu." Escrivint per a Austin Chronicle, Marc Savlov va dir de la pel·lícula: "Miner s'esforça per impregnar la pel·lícula amb la boira tardoral necessària de l'original, però es rendeix a la meitat i recorre a les fórmules estàndard slash. És encoratjador veure un personatge estimat ressuscitat així (en un moment de la projecció a la qual vaig assistir, els espectadors es van aixecar i van animar), però H20, malgrat totes les seves bones i sangnants intencions, amb prou feines és una ombra de la original."

### Reconeixements
Als 25ns Premis Saturn, la pel·lícula va rebre nominacions a la millor pel·lícula de terror i a la millor actriu (Jamie Lee Curtis). Curtis també va guanyar el Fangoria Chainsaw Award per la seva interpretació de Laurie Strode. Als Blockbuster Entertainment Awards de 1999, Halloween H20 va rebre quatre nominacions a les categories d'actuació: Actriu preferida — Terror (Curtis ), Actor preferit: terror (Alan Arkin), novell masculí favorit (Josh Hartnett) i actor secundari favorit: horror (LL Cool J).

## Mitjans domèstics
Halloween H20 va ser llançada en VHS i LaserDisc per Buena Vista Home Video. Al Regne Unit, la pel·lícula es va estrenar en VHS el 15 de desembre de 1998.
La pel·lícula va ser estrenada per primera vegada en DVD per Dimension Films el 19 d'octubre de 1999 com a part de la "Dimension Collector's Series". Es va estrenar al Regne Unit el 22 d'octubre de 2001 i es va tornar a estrenar el 25 d'abril de 2011. També es va estrenar al Regne Unit el 2004 com a part de la col·lecció completa que consta de les vuit primeres pel·lícules, un conjunt que ara està exhaurit. Va ser reestrenada als EUA per Echo Bridge Home Entertainment el 26 d'abril de 2011, tot i que no conté la seva relació d'aspecte original de 2,35:1, sinó una transferència de pantalla ampla d'1,66:1. Echo Bridge va tornar a estrenar més tard la pel·lícula en un conjunt de llargmetratges triples amb Halloween: La maledicció de Michael Myers i Halloween: Resurrection.
Halloween H20 va ser llançat al Canadà a Blu-ray per Alliance juntament amb Halloween: The Curse of Michael Myers i Halloween: Resurrection on January 12, 2010. El 3 de maig de 2011 va ser llançada per Echo Bridge Home Entertainment als EUA però amb un format open matte 16:9, en lloc de la relació d'aspecte cinematogràfic de 2,35:1. El seu so es va reduir a estèreo, en lloc de la barreja 5.1. El Blu-ray va rebre crítiques negatives, i Blu-ray.com l'anomenava "un embolic a tots els nivells". També es va publicar juntament amb Halloween: La maledicció de Michael Myers en una col·lecció de Blu-ray.
Va ser llançat de nou en Blu-ray el 23 de setembre de 2014 amb la seva relació d'aspecte original de 2,35:1 i amb DTS-HD Master Audio de 5,1 a la caixa Halloween: The Complete Collection d’ Anchor Bay Entertainment, amb un disc produït per Scream Factory, que inclou un nou comentari amb Jamie Lee Curtis i Steve Miner i funcions addicionals que inclouen imatges d'escena i entrevistes d'arxiu que no s'han vist en cap altre llançament.
El 4 d'octubre de 2022, Scream Factory va llançar Halloween H20 en 4K UHD com a part d'una caixa de 4K/Blu-ray juntament amb Halloween: La maledicció de Michael Myers i Halloween: Resurrection.